# Lászai János
Lászai János, névvariánsai: Johannes de Lazo; Lázói János; Lazó; Lazói; Laszói; Lazynus; Lazimus (Lazo (Torna vármegye), 1448 – Róma, 1523. augusztus 17.) erdélyi főesperes, humanista költő, apostoli gyóntató.

## Élete

### Pályakezdés
A Torna megyei Lázón született. Gyermekkoráról nem sokat lehet tudni, mivel végrendeletében Barlabási János gyulafehérvári várnagy nevelt fiaként említi magát, feltételezhető, hogy korán árvaságra jutott. Viszont rokonságban állt a gömöri Sánkfalviakkal és így a Geréb családdal is. Sánkfalvi Antal tanítványa volt, egyetemi tanulmányait Itáliában végezte, mint magiszter tért haza az 1470-es évek közepén. Egyházi pályára lépett. Mint jeles szónok és költő Mátyás királynak és rokonának vingráti Geréb László erdélyi püspöknek figyelmét csakhamar magára vonta és gyulafehérvári kanonok lett, később telegdi főesperes. Sánkfalvi Antal érdemei elismeréséül címeres levelet kapott Mátyás királytól 1489-ben. A címer használati joga Lászai Jánosra is kiterjedt.

### Jeruzsálemi zarándoklatok
Itáliában megismert domonkos szerzetes barátja, Felix Fabri meghívására 1483-ban Jeruzsálembe zarándokolt. Mivel Fabri és Bernhard von Breydenbach is naplót vezetett, amik utóbb nyomtatásban is megjelentek, így az út jól dokumentált. Velencéből indultak júniusban és oda is tértek vissza a következő év januárjában. A szentföldi látnivalók után Egyiptomba tértek, meglátogatták a Sínai-félszigeten lévő Szent Katalin-kolostort, de jártak Kairóban és a piramisoknál is. Fabri így jellemezte őt: „Tősgyökeres magyar ember, szót sem ért németül, de jól tud a magyaron kívül latinul, szlávul és olaszul. Nemes, erényes férfiú, kiváló szónok és matematikus." Három epigrammáját is megörökítette.
Valamikor 1500 és 1508 között újabb szentföldi zarándoklatot tett, de erről nem maradt fenn leírás.

### A kápolna
Lászai a jubileumi szentévben, 1500-ban zarándokutat tett Rómába. Egyrészt az újabb szentföldi zarándoklatához, másrészt a kápolna alapításához szeretett volna VI. Sándor pápától engedélyt szerezni, ezt meg is kapta. A gyulafehérvári székesegyház északi mellékhajójához kapcsolódó toldaléképületet alakíttatta át 1512-re gótikus (hálóboltozat) és reneszánsz (díszítések) stílusban. Élő és megholt jótevői, rokonai (többek közt Sánkfalvi, Geréb) címereivel díszítette a kápolnát, illetve saját maga által írt epigrammákkal. A Lászai-kápolna Erdély legkorábbi reneszánsz emléke.

### Rómában
Erdélyt és szeretett kápolnáját hátrahagyva 1517-ben Rómába ment, ahol a Szent Péter-bazilika magyar gyóntatója lett. Ebben az is szerepet játszhatott, hogy 1514-ben Várdai Ferenc lett Erdély püspöke. Viszonyukat jellemzi, hogy Lászai elérte a pápánál, kápolnájának papját ő nevezhesse ki, sőt jövedelmi ügyekben még pert is kezdeményezett Várdai ellen, ami miatt a püspök magyarázkodásra kényszerült.
Lászai végül pestisjárvány áldozata lett és Rómában, a Santo Stefano Rotondo templomban temették el. Síremlékének körirata: "Io(hannes) Lazo archidi(aconus) Transil(vaniensis) panno(nius) penit(entiarius) ap(ostolicus) dum ann(um) ageret LXXV obiit XVII aug(usti) M.D.XXIII." Magyarul: "Lázói János, erdélyi főesperes, pápai magyar gyóntató, élt 75 évet, meghalt 1523. augusztus 17-én."
Maga írta sírverse pedig:
"Natum quod gelidum vides ad Istrum  /  Romana tegier viator urna  /  Non mirabere si extimabis illud  /  Quod Roma est patria omnium fuitque."
Vagyis: "Vándor, ha látod, hogy az, ki a fagyos Dunánál született, most római sírban pihen, ne csodálkozz: Róma mindannyiunk hazája."